# 2 Kaukaski Korpus Kawaleryjski
2 Kaukaski Korpus Kawaleryjski (ros. 2-й Кавказский кавалерийский корпус) – jeden ze związków operacyjno-taktycznych  Imperium Rosyjskiego w czasie I wojny światowej. Od lutego 1917 7 Kaukaski Korpus Armijny.  
Korpus przez cały czas swojego istnienia od 1 sierpnia 1916 do 1 lutego 1917, wchodził w skład Armii Kaukaskiej

## Dowódcy Korpusu
- gen. lejtnant F. G. Czernozubow (czerwiec 1916 - luty 1917),
- gen. lejtnant A. A. Pawłow (kwiecień  - czerwiec 1917),
- gen. lejtnant N. N. Baratow (od czerwca 1917),